# Paramamoea incertoides
Paramamoea incertoides är en spindelart som beskrevs av Forster och Wilton 1973. Paramamoea incertoides ingår i släktet Paramamoea och familjen Amphinectidae. Inga underarter finns listade i Catalogue of Life.